# Callechelys
Callechelys is een geslacht van straalvinnige vissen uit de familie van slangalen (Ophichthidae). Het geslacht is voor het eerst wetenschappelijk beschreven in 1856 door Johann Jakob Kaup.

## Soorten
- Callechelys bilinearis Kanazawa, 1952
- Callechelys bitaeniata Peters, 1877
- Callechelys catostoma Schneider & Forster, 1801
- Callechelys cliffi Böhlke & Briggs, 1954
- Callechelys eristigma McCosker & Rosenblatt, 1972
- Callechelys galapagensis McCosker & Rosenblatt, 1972
- Callechelys guineensis Osório, 1893
- Callechelys leucoptera Cadenat, 1954
- Callechelys lutea Snyder, 1904
- Callechelys maculatus Chu, Wu & Jin, 1981
- Callechelys marmorata Bleeker, 1853
- Callechelys muraena Jordan & Evermann, 1887
- Callechelys papulosa McCosker, 1998
- Callechelys randalli McCosker, 1998
- Callechelys springeri Ginsburg, 1951